# 安東尼·蘭姆 (籃球運動員)
安東尼·邁爾斯·蘭姆（英語：Anthony Miles Lamb，1998年1月20日—）為美國男子籃球運動員，現效力於義大利籃球甲級聯賽特倫托雕。他曾為佛蒙特大學打籃球。他曾获得2019-2020賽季NCAA美洲东部聯盟年度最佳球员。

## 外部連結
- 安東尼·蘭姆在fiba.basketball（英语）
- 安東尼·蘭姆在NBA（英语）
- 安東尼·蘭姆在NBA G聯盟（英语）
- 安東尼·蘭姆在歐洲籃球聯賽（英语）
- 安東尼·蘭姆在義大利籃球聯賽（意大利语）
- 安東尼·蘭姆在Basketball-Reference.com（NBA）（英语）
- 安東尼·蘭姆在Basketball-Reference.com（NBA G聯盟）（英语）
- 安東尼·蘭姆在Basketball-Reference.com（國際）（英语）
- 安東尼·蘭姆在Sports-Reference.com（NCAA）（英语）
- 安東尼·蘭姆在ESPN（NBA）（英语）
- 安東尼·蘭姆在Eurobasket.com（球員）（英语）
- 安東尼·蘭姆在RealGM（英语）
- 安東尼·蘭姆在Proballers（英语）